# Список міністрів внутрішніх справ Чехії
Список міністрів внутрішніх справ Чеської Республіки — хронологічний огляд членів уряду Чеської Республіки, які працювали в цьому офісі:

## За Чехословацької Федерації
| #  |  | Міністр         | фото                      | партії       | термін від - до                  | уряд |
| -- |  | --------------- | ------------------------- | ------------ | -------------------------------- | --- |
| 1. |  | Йозеф Грьоссер  | Немає доступного портрета | KSČ          | 8 січня 1969 - 23 жовтня 1970    | Уряд Станіслава Разла Уряд Йозефа Кемпні та Йозефа Корчака |
| 2. |  | Йозеф Юнг       | Немає доступного портрета | KSČ          | 23 жовтня 1970 - 21 квітня 1988  | Уряд Йозефа Кемпні та Йоз!ефа Корчака Другий уряд Йозефа Корчака Третій уряд Йозефа Корчака Четвертий уряд Йозефа Корчака Уряд Йозефа Корчака, Ладислава Адамека, Франтішека Пітри та Петра Пітарта |
| 3. |  | Вацлав Йіречек  | Немає доступного портрета | KSČ          | 21 квітня 1988 - 5 грудня 1989   | Уряд Йозефа Корчака, Ладислава Адамека, Франтішека Пітри та Петра Пітарта |
| 4. |  | Антонін Градіра |                           | KSČ          | 5 грудня 1989 - 29 червня 1990   | Уряд Йозефа Корчака, Ладислава Адамека, Франтішека Пітри та Петра Пітарта |
| 5. |  | Томаш Граділек  |                           | OF           | 29 червня - 14 листопада 1990    | Уряд Петера Пітарта |
| 6. |  | Томаш Сокол     | Немає доступного портрета | OF, потім OH | 14 листопада 1990 - 2 липня 1992 | Уряд Петера Пітарта |
| 7. |  | Ян Румл         |                           | ODS          | 2 липня 1992 - 31 грудня 1992    | Перший уряд Вацлава Клауса |

## За незалежної республіки
| #   |  | Міністр          | фото                      | партії                 | термін від - до                 | уряд                                                        |
| --- |  | ---------------- | ------------------------- | ---------------------- | ------------------------------- | ----------------------------------------------------------- |
| 1.  |  | Ян Румл          |                           | ODS                    | 1 січня 1993 - 7 листопада 1997 | Перший уряд Вацлава Клауса Другий уряд Вацлава Клауса       |
| 2.  |  | Jindřich Vodička |                           | ODS                    | 8 листопада 1997 - 2 січня 1998 | Другий уряд Вацлава Клауса                                  |
| 3.  |  | Киріл Свобода    |                           | KDU-CSL                | 2 січня 1998 - 22 липня 1998    | Уряд Йозефа Тошовського                                     |
| 4.  |  | Вацлав Груліч    | Немає доступного портрета | ČSSD                   | 22 липня 1998 - 4 квітня 2000   | Уряд Мілоша Земана                                          |
| 5.  |  | Станіслав Ґросс  | Станіслав Гросс           | ČSSD                   | 5 квітня 2000 - 4 серпня 2004   | Уряд Мілоша Земана Уряд Владимира Шпідли                    |
| 6.  |  | Франтішек Бублан |                           | ČSSD                   | 4 серпня 2004 - 4 вересня 2006  | Уряд Станіслава Ґросса Уряд Іржі Пароубека                  |
| 7.  |  | Іван Лангер      |                           | ODS                    | 4 вересня 2006 - 8 травня 2009  | Перший уряд Мірека Тополанека Другий уряд Мірека Тополанека |
| 8.  |  | Мартін Печіна    |                           | безпартійний, від CSSD | 8 травня 2009 - 13 липня 2010   | Уряд Яна Фішера                                             |
| 9.  |  | Радек Джон       |                           | Věci veřejné           | 13 липня 2010 - 21 квітня 2011  | Уряд Петра Нечаси                                           |
| 10. |  | Ян Кубіце        |                           | безпартійний           | 21 квітня 2011 - 10 липня 2013  | Уряд Петра Нечаси                                           |
| 11. |  | Мартін Печіна    |                           | безпартійний           | 10 липня 2013 - 29 січня 2014   | Уряд Іржі Руснока                                           |
| 12. |  | Мілан Чованек    |                           | ČSSD                   | 29 січня 2014 - 13 грудня 2017  | Уряд Богуслава Соботки                                      |
| 13. |  | Любомир Метнар   |                           | безпартійний, від YES  | 13 грудня 2017 - 27 червня 2018 | Перший уряд Андрея Бабіша                                   |
| 14. |  | Ян Гамачек       |                           | ČSSD                   | з 27 червня 2018                | Другий уряд Андрея Бабіша                                   |